# Antoine Drouot

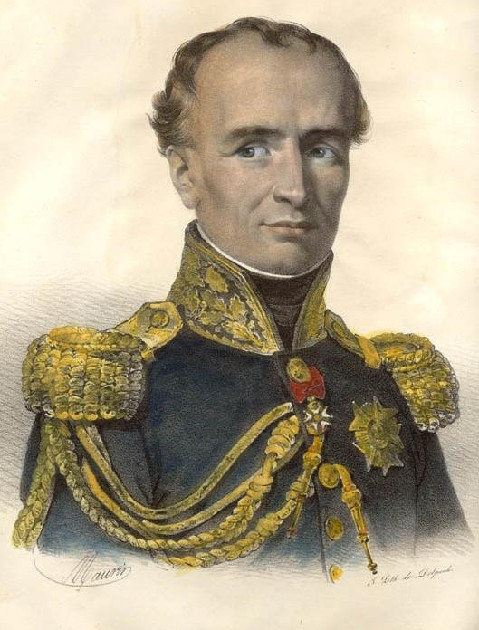
General Antoine Drouot

Antoine Drouot (* 11. Januar 1774 in Nancy; † 24. März 1847 ebenda) war ein napoleonischer Général de division, Graf, Pair von Frankreich und letzter Befehlshaber der Garde Impériale Kaiser Napoleons I.

## Leben
Der Sohn eines Bäckers besuchte nach seiner Schulzeit in Nancy ab 1793 die Artillerieschule in Metz. Er diente als Offizier in den Revolutionskriegen. 1794 nahm er als Sous-lieutenant an der Schlacht bei Fleurus teil und 1800 als Capitaine an der Schlacht bei Hohenlinden. 1805 war er als Commandant (Major) Teilnehmer an der Schlacht von Trafalgar. 1808 wurde er als Commandant in die kaiserliche Garde aufgenommen und nahm in diesem und dem darauffolgenden Jahr am Spanienfeldzug teil. 1809 war er bei der Schlacht bei Wagram mit dabei, wo er am Bein verletzt wurde und seitdem hinkte. 
Am Russlandfeldzug 1812 nahm er als Colonel teil. Bei den Schlachten Lützen und Bautzen war er als Général de brigade, bei Leipzig, Hanau, La Rothière, Vauchamps, Craonne und Laon als Général de division. Insbesondere bei Hanau erwarb er sich Verdienste, als er mit 50 Kanonen die bayerische Armee unter General Carl Philipp von Wrede aus dem Weg fegte, die sich der französischen Armee auf ihrem Rückzug in den Weg stellte. Nach der Abdankung Napoleons 1814 begleitete er diesen ins Exil nach Elba und bekleidete dort den Posten eines Gouverneurs der Insel. 
Auch 1815 war er in der Herrschaft der Hundert Tage wieder an der Seite Napoleons und erhielt nach der Erkrankung des Marschall Mortiers den Befehl über die Kaisergarde. In der Schlacht bei Waterloo (18. Juni 1815) begann der Kaiser die Schlacht auf seinen Rat hin erst später, damit man die Artillerie wegen des noch nassen Geländes besser positionieren konnte. Somit reichte unbeabsichtigt die Zeit, dass Gebhard Leberecht von Blücher noch die Schlacht gegen die Franzosen wenden konnte. Drouot galt als ein Vorbild an Disziplin, jeden Morgen selbst unter den widrigsten Verhältnissen glatt rasiert. Ebenso galt er als fromm und führte stets eine Bibel mit sich. Lange Jahre trug er in den Schlachten stets die gleiche alte Artillerie-Uniform.

## Ehrungen
Sein Name ist am Triumphbogen in Paris in der 32. Spalte eingetragen.